# EBCニュース6:30
『EBCニュース6:30』（イービーシーニュースろくさんまる）は、1978年10月2日から1984年9月28日まで愛媛放送で平日夕方に放送されていた愛媛県向けのローカルワイドニュース番組である。

## 放送時間
- 月曜日 - 金曜日 18:30 - 18:55（JST）

### 天気予報
- 月曜日 - 金曜日 18:55 - 19:00（JST）

## 司会
いづれも放送当時愛媛放送（テレビ愛媛）アナウンサー・報道デスク
- 白石浩二
- 土居宏親